# Mecistoptera
Mecistoptera is een geslacht van vlinders van de familie spinneruilen (Erebidae), uit de onderfamilie Calpinae.

## Soorten
- M. albisigna Hampson, 1912
- M. angulata Wileman, 1911
- M. griseifusa Hampson, 1893
- M. lithochroa Lown, 1903
- M. nycteropis Turner, 1902
- M. obscura Hampson, 1906
- M. ophiucha Hampson
- M. pallidicosta Hampson, 1898
- M. porphyriopasta Hampson
- M. velifera Swinhoe, 1885
- M. violescens Hampson, 1906